# Heinrich Ehrler
Heinrich Ehrler (Oberbalbach, 14 settembre 1917 – Scharlibbe, 4 aprile 1945) è stato un aviatore tedesco che prestò servizio nella Luftwaffe durante la seconda guerra mondiale. Asso dell'aviazione, fu il nono miglior pilota tedesco al fronte orientale nonché il decimo in assoluto per numero di vittorie (208, a pari merito con Theodor Weissenberger). Di questi 208 successi, 8 vennero conseguiti ai comandi di un Messerschmitt Me 262.

## Biografia
Heinrich Ehrler nacque a Oberbalbach (Baden-Württemberg) il 14 settembre 1917. Entrato nell'esercito nel 1935, prestò servizio con la Legione Condor in Spagna come membro della contraerea.
Al termine dell'addestramento al volo, cominciato nel 1940, venne assegnato alla 4ª squadriglia del 77º stormo caccia (4./JG 77) basata in Norvegia. Nel maggio di quello stesso 1940 abbatté il suo primo aereo nemico, un Blenheim della RAF. Il 19 febbraio 1942, dopo che quasi un anno prima la 4./JG 77 era diventata parte del 5º stormo caccia e si era trasferita in Finlandia e in Norvegia settentrionale, Ehrler conseguì la seconda vittoria abbattendo un Polikarpov I-153. Al 22 agosto, quando divenne capo della 6ª squadriglia del JG 5, aveva all'attivo 11 vittorie, a cui se ne sommarono altre 54 tra il gennaio e il settembre 1942, motivo per cui, il 4 di quel mese, il Leutnant Ehrler venne decorato con la Croce di Cavaliere della Croce di Ferro. Il 27 marzo 1943, dopo vari duelli nei quali abbatté, in rapida successione, cinque tra P-40 e P-39 sovietici, rimase ferito da un sesto caccia nemico che lo costrinse a rientrare alla base con leggere ferite.
Il 1º giugno 1943 divenne comandante del II gruppo del 5º stormo caccia (II./JG 5). Cinque giorni dopo abbatté quattro Hurricane sovietici arrivando a 99 vittorie, raggiungendo la 100ª il giorno seguente. Toccata quota 112 successi il 2 agosto, venne premiato con le fronde di quercia da aggiungere alla croce di cavaliere. Il 17 marzo 1944 Ehrler contava 131 vittorie e il 25 maggio 155. Il 1º agosto di quello stesso 1944 fu messo al comando del JG 5 con la qualifica di Kommodore. Il 12 novembre 1944 Ehrler decollò con il suo gruppo di Bf 109 per intercettare i Lancaster britannici del 9º e 617º squadrone diretti contro la nave da battaglia Tirpitz ancorata a Tromsø, ma arrivò quando la nave era già stata affondata. Accusato di negligenza, una corte marziale disse che aveva volato unicamente per arrivare a quota 200 vittorie (ne aveva infatti 199 all'attivo al momento dell'attacco britannico) mentre invece avrebbe dovuto dirigere i suoi caccia sull'obiettivo da terra. Per il fatto fu condannato a tre anni di Festungshaft (una sorta di prigionia blanda), venne cancellato dalla lista dei nominati per le spade da aggiungere alla Croce di Cavaliere con Fronde di Quercia e gli venne tolto il comando del II gruppo caccia.
In ogni caso Ehrler conseguì la 200ª vittoria il 20 novembre 1944. Il 27 febbraio 1945 passò al 7º stormo caccia (equipaggiato con i rivoluzionari Messerschmitt Me 262), ben accolto dai colleghi. Il 4 aprile 1945, dopo aver abbattuto due B-24 Liberator Ehrler comunicò di aver terminato le munizioni e che avrebbe speronato un B-24. Queste furono le sue ultime parole dato che il pilota morì nello schianto. Il corpo venne trovato il giorno seguente a Schaarlippe, vicino a Berlino. In totale aveva 208 vittorie.

## Il ritrovamento del Bf 109G-2
Nel 2003 è stato ritrovato in un lago al confine tra Russia e Finlandia un Messerschmitt Bf 109G-2 costruito nel 1942 e precipitato, colpito dalla contraerea sovietica, nel tardo 1944 o all'inizio del 1945. L'aereo, matricola 13605 e con le insegne della 6./JG 5, risulta essere quello con cui Ehrler, poi passato al JG 7, conseguì la sua 200ª vittoria.